# Canto al programa
Canto al programa es el quinto álbum de estudio oficial de la banda chilena Inti-Illimani, publicado originalmente el año 1970. El álbum es una musicalización del Programa de Gobierno de Salvador Allende, realizado como homenaje a su triunfo en la campaña presidencial del mismo año.
El 1 de julio de 2003, en torno a múltiples reediciones y remasterizaciones de los discos LP de Inti-Illimani, el sello Warner Music Chile reeditó este LP en formato CD, incluyéndose al final las doce pistas del álbum de 1969 Si somos americanos.
Casi la totalidad de las letras del disco están escritas por Julio Rojas, quien también escribió en 1972 Oratorio de los trabajadores, mientras que la música fue compuesta por Luis Advis y Sergio Ortega, utilizando la forma de cantata.

## Lista de canciones[4]
Todas las letras escritas por Julio Rojas, salvo Venceremos, escrita por Claudio Iturra.
| N.º   | Título                                          | Música        | Duración |  |
| 1.    | «Introducción musical»                          | Luis Advis    | 1:19     |  |
| 2.    | «Relato 1»                                      |               | 1:04     |  |
| 3.    | «Canción del poder popular»                     | Luis Advis    | 2:49     |  |
| 4.    | «Relato 2»                                      |               | 0:31     |  |
| 5.    | «El vals de la profundización de la democracia» | Sergio Ortega | 2:32     |  |
| 6.    | «Relato 3»                                      |               | 0:18     |  |
| 7.    | «Cueca de las Fuerzas Armadas y Carabineros»    | Sergio Ortega | 3:31     |  |
| 8.    | «Relato 4»                                      |               | 0:17     |  |
| 9.    | «El rin de la nueva Constitución»               | Luis Advis    | 2:07     |  |
| 10.   | «Relato 5»                                      |               | 0:22     |  |
| 11.   | «Canción de la propiedad social y privada»      | Luis Advis    | 2:39     |  |
| 12.   | «Relato 6»                                      |               | 0:08     |  |
| 13.   | «Canción de la reforma agraria»                 | Sergio Ortega | 2:12     |  |
| 14.   | «Relato 7»                                      |               | 0:22     |  |
| 15.   | «Tonada y sajuriana de las tareas sociales»     | Luis Advis    | 5:03     |  |
| 16.   | «Relato 8»                                      |               | 0:07     |  |
| 17.   | «Canción de la nueva cultura»                   | Sergio Ortega | 3:49     |  |
| 18.   | «Relato 9»                                      |               | 0:17     |  |
| 19.   | «Vals de la educación para todos»               | Luis Advis    | 3:23     |  |
| 20.   | «Relato 10»                                     |               | 0:24     |  |
| 21.   | «Canción de las relaciones internacionales»     | Sergio Ortega | 2:14     |  |
| 22.   | «Relato 11»                                     |               | 0:26     |  |
| 23.   | «Venceremos»                                    | Sergio Ortega | 2:28     |  |
| 38:22 |                                                 |               |          |  |

| Si somos americanos |                                                  |                                      |          |  |
| N.º                 | Título                                           | Escritor(es)                         | Duración |  |
| 24.                 | «Si somos americanos»                            | Rolando Alarcón                      | 1:42     |  |
| 25.                 | «Huajra» (o «Danza del maíz maduro»)             | Atahualpa Yupanqui                   | 3:05     |  |
| 26.                 | «El canelazo»                                    | popular ecuatoriana                  | 2:41     |  |
| 27.                 | «Estoy de vuelta»                                | César Perdiguero, Fernando Portal    | 2:24     |  |
| 28.                 | «Juanito Laguna remonta un barrilete»            | Hamlet Lima Quintana, René Cosentino | 4:05     |  |
| 29.                 | «La lágrima»                                     | popular boliviana                    | 3:10     |  |
| 30.                 | «Sed de amor»                                    | Miguel Ángel Valda                   | 3:07     |  |
| 31.                 | «Zamba de los humildes» (o «La de los humildes») | Armando Tejada Gómez, Óscar Matus    | 3:17     |  |
| 32.                 | «Lunita camba»                                   | Percy Ávila                          | 1:44     |  |
| 33.                 | «La naranja»                                     | popular ecuatoriana                  | 1:58     |  |
| 34.                 | «Voy a remontar los montes»                      | popular                              | 3:34     |  |
| 35.                 | «Lárgueme la manga»                              | Efraín Navarro                       | 3:18     |  |
| 72:27               |                                                  |                                      |          |  |

## Créditos
Inti-Illimani
- Max Berrú: voz, bombo
- Marcelo Coulón: voz, guitarra
- Horacio Durán: charango, voz
- Ernesto Pérez de Arce: quena, pandero, voz
- Horacio Salinas: guitarra, voz, quena

Colaboración
- Alberto Sendra: recitador
- Vicente y Antonio Larrea: cubierta, foto y gráfica
- Luis Albornoz: ilustraciones interiores